# Jonkeria
Jonkeria és un gènere de sinàpsids extints de la família dels titanosúquids que visqueren durant el Permià en allò que avui en dia és el sud d'Àfrica. Se n'han trobat restes fòssils a les províncies sud-africanes del Cap Occidental i el Cap Septentrional. Era aproximadament igual de gros que Cotylorhynchus, un sinàpsid anterior. La seva dieta és objecte de debat en l'àmbit de la paleontologia. Algunes fonts consideren que era un animal herbívor, mentre que d'altres han plantejat la possibilitat que fos omnívor o carnívor.